# Завиша, Игнацы
Игнацы Завиша (ок. 1690 — 16 августа 1738) — государственный и военный деятель Великого княжества Литовского, мечник великий литовский (1730—1734), подкоморий великий литовский (1734—1736) и маршалок надворный литовский (1736—1738), генерал-майор литовской кавалерии.
Граф на Бакштах, Бердичеве и Завишине. Староста минский, чечерский, хаслевицкий, сумилишковский и интурский. Кавалер ордена Белого орла (1734).

## Биография
Представитель шляхетского рода Завишей герба «Лебедь». Единственный сын воеводы смоленского Кшиштофа Станислава Завиши (1660—1721) и Терезы Тышкевич, дочери Владислава Тышкевича (1644—1684), кравчего великого литовского, и Теодоры Александры Сапеги (1639—1678).
В 1717 году отец отправил его на учёбу в рыцарскую школу в Дрезден (Саксония). В своих мемуарах Игнацы Завиша оставил очень много интересных сведений о том, как проходила учёба в школе. Кроме теории и практики фехтования, верховой езды, иностранных языков, истории, механики и геометрии, учащиеся изучали архитектуру, рисование и черчение. Военную архитектуру преподавал майор Герр, гражданскую архитектуру — капитан Лебенгольц. Уроки рисования давал придворный художник Яков Апельштаат. После окончания годового курса обучения Игнацы Завиша подарил коменданту школы генералу Якубу Фридриху Флеммингу собственноручно выполненный рисунок Старого и Нового Дрездена.
После возвращения на родину Игнацы Завиша служил в армии Великого княжества Литовского, где получил чин генерал-майора кавалерии.
В 1730 году он избирался послом (депутатом) от Минского воеводства на сейм. В том же году получил должность мечника великого литовского. В 1734 году Игнацы Завиша был назначен подкоморием великим литовским, а в 1736 году получил должность маршалка надворного литовского.
В 1732 году он основал базилианский монастырь в Малых Лядах, который находился под его опекой.
Был женат на княжне Марцибелле Огинской, дочери воеводы виленского, князя Казимира Доминика Огинского (ум. 1733), и Элеоноры Войны (ум. 1738). Брак был бездетен.
После смерти в 1738 году бездетного Игнацы Завиши его имения унаследовала его вдова Марцибелла.